# Fantozzi (película)
Fantozzi es una película de 1975 dirigida por Luciano Salce que en España se estrenó como Desventuras de un funcionario. Es el primer capítulo de la exitosa saga que narra las vicisitudes del personaje Ugo Fantozzi, interpretado por Paolo Villaggio. 
Junto con la siguiente El segundo trágico Fantozzi -en España Nacido gafe-, se considera el pináculo de la serie y se nota la participación de actores que son susceptibles a entrar en episodios cómicos: Plinio Fernando, Anna Mazzamauro y Gigi Reder, entre otros. 
Fantozzi se puede considerar, en forma de caricatura, el símbolo de la clase media italiana de los años 70, descontenta y frustrada en el trabajo y la familia. 
El éxito de esta película y la saga que ha generado se ha mantenido prácticamente sin cambios a través de los años, contribuyendo al crédito Paolo Villaggio como uno de los principales autores de películas cómicas y actores del cine italiano.

## Trama
La película comienza con una llamada de teléfono de la Sra. Pina, que llama a la compañía Italpetrolcemetermotessilfarmometalquímica, en la que Ugo Fantozzi (su marido) trabaja, porque perdió la pista de él por dieciocho días. Descubrió, como resultado de la investigación poco escrupulosa que había quedado atascado en los antiguos baños cerrados de la industria. 

### La alarma
El primer episodio narra las aventuras que Fantozzi debe hacer cada mañana para sellar la tarjeta precisamente a las 8:30. Todo está calculado así: a las 7:51 suena la alarma y tiene algunos segundos para volver al conocimiento y se acostumbra a diario al encuentro con su esposa, cuatro segundos para beber los cafés de la Sra. Pina (3000 grados de calor), un minuto para lavarse y para el desayuno, la mitad de un minuto para lavarse los dientes, seis segundos para las necesidades fisiológicas y tres minutos para vestirse. Sin embargo, siempre hay algún elemento "trágico" inesperado - como romperse los cordones de zapatos -. Fantozzi se ve así obligado a tomar el autobús a vuelo (que llega a las 8:01), que es saltando desde el balcón directamente encima de este y se aferrándose durante el viaje en autobús, y por deslizamiento tira a todos los pasajeros afuera. Por último, va con una ambulancia, pero cuando faltan unos pocos segundos para las 8:30, corre en el pasillo para llegar al fichador, y cae agotado por la fatiga. En este punto uno de los compañeros se acerca a ayudarlo, a pesar de que es detenido por un colega: No, no lo ayudes! Si no es descalificado! Debe llegar solo! (La última frase es una cita de la Maratón Olímpica de Londres 1908). La cita aparece también en una película de la misma serie, Superfantozzi. Sin embargo, Paolo Villaggio es magnánimo con su personaje: él, de hecho, consigue sellar la etiqueta a las 8:30:00 precisas, un momento antes de desmayarse. 
El episodio finaliza con una parodia sobre el momento del cierre de las oficinas: La salida a la noche, tenía el mismo ritual que la salida de la final Olímpica de cien metros llanos. La misma será retomada y desarrollada más dramáticamente al comienzo de Fantozzi contro tutti.

### La Señorita Silvani
En el segundo episodio, Fantozzi asiste al funeral de la madre del Mega Director Natural Conte Lamberti, "Prematuramente muerta a la edad de 126 años". Después del funeral de honor, el contador invita a la Señorita Silvani a pasar a su Bianchina para ir a tomar un trago. Con calculada malicia, ésta le causa problemas a Fantozzi al insultar a los conductores de tres coches y los tres matones golpean al pobre contador.

### El desafío de fútbol
En el tercer episodio Fantozzi va al partido de fútbol entre solteros y casados organizado por el contable Filini. El juego tiene lugar en un campo lleno de charcos y la situación se complica cuando se añaden las muchas faltas, y de dos a prueba autoreti. En la duodécima parte de la primera hora, se desencadena un terrible temporal haciendo la zona intransitable. El juego fue suspendido cuando el campo se convierte casi en un lago. Licenciatura gana 3 a 0.

### El campamento
En el cuarto episodio, Fantozzi y el contador Filini van de viaje: en primer lugar son azotados por haber mojado al "Ministro de petróleo" de un país árabe sin especificar. Llegan por la noche al campamento donde son acusados por un grupo de alemanes porque hacen demasiado ruido. En un intento de montar la tienda, dos veces Filini martilla el dedo de Fantozzi, obligándolo a alejarse por más de un kilómetro y da un grito increíblemente alto (como el aullar de un lobo) y terminan intentando pescar torpemente, despertando la risa de los turistas que procedían de Alemania.

### Navidad
El quinto episodio transcurre en Navidad. Como de costumbre, la compañía ofrece a los hijos de Fantozzi un panetón y una botella de vino espumoso a condición de que inventen una poesía, y la reciten en frente de los administradores. Aunque Mariangela ha creado una mucho más original que la poesía de otros, no recibe el regalo y, de hecho, se burlan por su fealdad. Fantozzi, después de ver por la puerta entreabierta el insensible gesto, entra en la habitación y de inmediato, los dirigentes guardan silencio y bajan la cabeza con vergüenza, dando cuenta de que se habían pasado de la raya. Fantozzi, habiendo hecho sus mejores deseos para una "...feliz Navidad y un próspero Año Nuevo", acompaña a su hija afuera y la cubre del frío. Su hija pregunta: "¿Por qué me llaman Chita? ¿Quién es?", y Fantozzi responde con una lamentable mentira: "¡Chita Hayworth, una bella actriz!". Es uno de los pocos episodios de la saga fantozziana en la que el personaje interpretado por Paolo Villaggio se eleva por sobre su mezquindad.

### Año Nuevo
En el sexto episodio se celebra el Año Nuevo, pero Fantozzi tiene pocos motivos para estar alegre durante la cena, ya que tiene un problema con un camarero desordenado. La llegada de la medianoche se adelanta sutilmente por los músicos, porque se los esperaba en un asunto más importante. Es más, poco después de la medianoche, alguien lanza una antigua maquinaria de cocina encima del coche de Fantozzi (el famoso Bianchina), destruyéndolo por completo.

### El billar
En el séptimo episodio el director Diego Cavalier Catellani desafía a Fantozzi, culpable de haber insultado a su madre (cuya estatua se encuentra en la empresa y Fantozzi se ha golpeado en la cabeza tres veces) a jugar al billar. Fantozzi podría perder ya que el director maneja su carrera en la empresa, pero no puede resistir la tentación de ganar su rival para ganar 51 a 49. La reacción del líder supremo es violenta, pero Fantozzi se salva secuestrando a la madre de Catellani ( "¡¡tengo a la vieja!!"), que luego se enamora alocadamente de su secuestrador, lo que lo obliga a colocarla en una cabina telefónica después de haber solicitado a Catellani un viaje para Libia y un seguro vitalicio para la familia.

### El tenis
En el octavo episodio, Fantozzi, que iba a ganar el corazón de la Srta. Silvani, trata de bajar de peso, haciendo un juego de tenis con Filini (en medio de una neblina tan densa que no pueden ver adonde va la bola), pero, evidentemente, no obtiene los resultados esperados, habida cuenta de que inconscientemente se da una raquetazo en la cara, resultando en una retirada.

### El restaurante japonés
Abandonando la idea del tenis, pero sin bajar de peso, Fantozzi entonces le compra un vestido a Silvani y la invita a un restaurante japonés, donde, sin embargo, debido a un malentendido, matan y cocinan al querido perro pekinés sirviéndolo como plato principal. Presa de una crisis mística, se cree Jesucristo en persona, y cambia el lago artificial del restaurante por el lago de Tiberíades, intenta realizar la multiplicación de los peces y del arroz en blanco.

### El esquí
En el noveno episodio, Fantozzi, Calboni y Silvani van juntos de vacaciones a Courmayeur. Para impresionar dice ser un campeón de esquí (omitiendendo sin embargo, el hecho de que tiene treinta y cinco años sin esquiar), y su limitada capacidad en este deporte tendrá precisamente un efecto negativo, en el compromiso con Silvani y Calboni. En Courmayeur, Fantozzi se reunirá de nuevo con el camarero desordenado de la cena de Año Nuevo. En este caso también tiene problemas (que terminan en una olla de polenta).

### El Mega Director Galáctico
En el décimo y último episodio, después de la decepción del amor que obtiene Fantozzi es trasladado a la oficina del comunista Folagra, un joven intelectual de izquierda que convence al empleado contable para que se rebele contra su amo. Como un gesto simbólico, Fantozzi arroja una piedra contra la ventana de la oficina, rompiéndola, el Mega Director Galáctico pide hablar con él. Al llegar a la oficina del Mega Director Fantozzi tiene una alucinación monstruosa: crucificado en la sala. Tiene lugar una conversación política (el director se define como "medio progresista") y al final de la discusión Fantozzi vuelve a ser como antes y, de hecho, es tan servil que se ofrece como un salmonete humano del acuario de su superior.

## Escena cortada
Una escena se ha mantenido inédita durante casi treinta años, hasta su reaparición en las películas en DVD de 2004, y apareció en la televisión solo en 2005 hasta el día de hoy.
La escena transcurre en el octavo episodio, inmediatamente después de la partida en una cancha de tenis con Filini y Fantozzi debe ser hospitalizado en una clínica de adelgazamiento.

### La clínica de adelgazamiento
Fantozzi, que en vano intenta ganar el corazón de la Srta. Silvani, es internado en una clínica de adelgazamiento (idéntica a una cárcel) para bajar de peso, pero acaba siendo encerrado en una celda y lo obligan a ayuno forzado.